# Alexander Zetterman
Alexander James Zetterman (* 8. Februar 1990 in Linderöd, Skåne län) ist ein schwedischer Springreiter.

## Privates
Zetterman stammt aus einer Reiterfamilie. Er ist der Sohn von Royne Zetterman sowie der Bruder von Daniel Zetterman.

## Werdegang
Im Alter von sechs Jahren begann er zu reiten. Zehnjährig gewann er bei den schwedischen Meisterschaften der Ponyreiter seine erste Goldmedaille. Es folgten weitere Erfolge bei schwedischen Meisterschaften seiner Altersklasse, auch nach dem Umstieg auf Großpferde. Zudem gewann er als Ponyreiter unter anderem auch Teamsilber bei den Europameisterschaften der Altersklasse.
2005 belegte er bei der Junioren-Europameisterschaft in Schaffhausen auf Querides im Einzel den zwanzigsten und mit dem Team den fünften Platz. Das Jahr darauf belegte die Mannschaft den vierten Platz, im Einzel wurde Zettermann Sechster. Bei der Junioren-Europameisterschaft 2007 in Auvers gewann die Equipe Mannschaftsgold, im Einzel wurde Zetterman im Sattel von Lotus F Vierter. Bei seiner letzten Europameisterschaft der Junioren (2008) ritt die Mannschaft in Prag auf Rang sechs, Zetterman belegte im Einzel den 34. Platz.
2010 wurde er Mitglied im Schwedischen Olympia-Talentprogramm. Er ist Mitglied in schwedischen Nationenpreismannschaften, so gewann er unter anderem mit der Mannschaft den Nationenpreis von Lissabon 2011 mit High Yummy. Im Juni 2014 gewann Zetterman mit Cafino den Großen Preis des schwedischen Nationenpreisturniers in Falsterbo.

## Pferde (Auszug)
aktuelle:
- Concello (* 2003), Wallach, Vater: Contendro, Muttervater: Ramirosson, Besitzer: Alexander Zetterman AB
- Flecu (* 2004), brauner SWB-Wallach, Vater: Hip Hop, Muttervater: Flamingo, Besitzer: Incitamentet AB + Springfield Showjumpers AB
- Abritage (* 2004), Wallach, Vater: Armitage, Muttervater: Zeud, Besitzer: Springfield Showjumpers AB

ehemalige Turnierpferde:
- Querides (* 1994), SWB, Schimmelhengst, Vater: Little Q, Muttervater: Stanford, Besitzer: Aisling Zetterman, nicht mehr im Sport.
- Laetitia (* 1999), Hannoveraner Fuchsstute, Vater: Laptop, Muttervater: Baryshnikov, bis 2009, danach von Nina Fagerström geritten (2010), nicht mehr im Sport.
- Lotus F (* 1999), braune Holsteinerstute, Vater: Liatos, Muttervater: Riverman, bis 2008, danach von Lauren Hough (2009) und Maddalena Valenzano Menada geritten.
- High Yummy (* 2002), brauner SWB-Wallach, Vater: New Balance, Muttervater: Sandro, ab Mai 2012 von Nicole Wagner (Enkelin von Frank Stronach) geritten[5]